# Ron Polonsky
Ron Polonsky (en hebreo: רון פולונסקי‎; Haifa, 28 de marzo de 2001) es un deportista israelí que compite en natación, especialista en el estilo braza. Ganó dos medallas en el Campeonato Europeo de Natación de 2024, oro en 4 × 100 m estilos mixto y plata en 200 m estilos.

## Palmarés internacional
| Campeonato Europeo | Campeonato Europeo | Campeonato Europeo | Campeonato Europeo      |
| Año                | Lugar              | Medalla            | Prueba                  |
| ------------------ | ------------------ | ------------------ | ----------------------- |
| 2024               | Belgrado (Serbia)  | Medalla de oro     | 4 × 100 m estilos mixto |
| 2024               | Belgrado (Serbia)  | Medalla de plata   | 200 m estilos           |